# Degradosom
Das Degradosom ist ein bakterieller Proteinkomplex, der am Abbau der mRNA beteiligt ist. Der Komplex besteht aus der Endoribonuklease RNase E, der Phosphat-abhängigen Exoribonuklease  Polynukleotid-Phosphorylase (PNPase) und der DEAD-box RNA Helikase B (RhlB). Die Zusammensetzung des Degradosom variiert je nach Organismus.
In Eukaryonten und Archaen sind ähnliche Proteinkomplexe bekannt, die Exosom genannt werden und aus bis zu zehn Proteinen aufgebaut sind.